# 스틸베
스틸베(Stilbe)는 그리스 신화에 나오는 님프이다. 강의 신 페네오스와 크레우사 사이에서 태어난 딸로서 힙세우스의 누이이다. 가이아의 딸인 크레우사도 물의 님프인 나이아스의 하나이다. 일설에 따르면, 아폴론의 사랑을 피하다 월계수가 된 다프네는 스틸베의 자매라고도 한다. 스틸베는 아폴론과 관계를 맺어 라피토스와 켄타우로스 형제를 낳았다. 라피토스는 테살리아 지방에 살던 라피테스족의 어원이 되었으며, 켄타우로스는 반인반마인 켄타우로스족의 조상이 되었다.